# Michael Dorn
Michael Dorn (Luling,  9 de dezembro de 1952) é um ator norte-americano. Ele é mais conhecido pelo personagem de Worf nas séries Star Trek: The Next Generation e Star Trek: Deep Space Nine.

## Biografia
No início de sua carreira começou atuando em filmes e séries famosas do final da décda de 1970, como por exemplo no filme Rocky, de 1976, onde foi um dos seguranças de Appolo Creed e no seriado CHIPS, onde representou o Oficial Jebediah Turner em 31 episódios de 1979 a 1982. Também fez participações em outras séries dos anos 80, como Punky Brewster e Parker Lewis Can't Lose. Ele representou o klingon Worf nas telesséries Star Trek: The Next Generation e Star Trek: Deep Space Nine e nos longa-metragens para o cinema relacionados à primeira. É o ator com maior número de atuações em Star Trek, com 176 dos 178 episódios da The Next Generation e 101 dos 176 de Deep Space Nine, além de participar dos últimos cinco filmes (desde Star Trek VI: The Undiscovered Country até Star Trek: Nemesis). Também atuou como o Presidente dos EUA em dois episódios do seriado Heroes.
Graças a sua excelente voz, fez muitas dublagens de desenhos animados. Dentre os vários trabalhos como dublador, emprestou sua voz para o Minotauro no desenho animado da DisneyHercules, para Kalibak em Superman: The Animated Series e para o caçador Kraven em Spider-Man: The New Animated Series. Foi também o narrador do desenho animado Johnny Bravo além de ter feito algumas dublagens para séries famosas de desenhos animados como Liga da Justiça e Family Guy. Também fez parte da dublagem de Fallout 2 nas vozes do sheriff Marcus e na do último chefe do jogo Frank horrigan.Ele reprisou o papel do sheriff Marcus em Fallout: New Vegas